# Jorge Barrios
Jorge Wálter Barrios (Las Piedras, 24 januari 1961) is een voormalig  profvoetballer uit Uruguay. Als middenvelder speelde hij clubvoetbal in Uruguay en Griekenland. Barrios beëindigde zijn actieve carrière in 2000 bij Montevideo Wanderers. Na zijn actieve loopbaan stapte hij het trainersvak in.

## Interlandcarrière
Barrios speelde in totaal zestig officiële interlands (drie doelpunten) voor zijn vaderland Uruguay. Hij maakte zijn debuut voor de nationale ploeg op 18 juli 1980 in de vriendschappelijke thuiswedstrijd tegen Peru (0-0), evenals Fernando Álvez, Sergio Santín, Daniel Revelez en Daniel Martínez. In 1981 scoorde hij een goal in de finale om de Mundialito, een mini-wk met oud-wereldkampioenen dat Uruguay won. Hij won met Uruguay de strijd om de Copa América in 1983 en nam eenmaal deel aan de WK-eindronde: 1986.
| Interlands van Jorge Walter Barrios voor Uruguay | Interlands van Jorge Walter Barrios voor Uruguay | Interlands van Jorge Walter Barrios voor Uruguay | Interlands van Jorge Walter Barrios voor Uruguay | Interlands van Jorge Walter Barrios voor Uruguay | Interlands van Jorge Walter Barrios voor Uruguay | Interlands van Jorge Walter Barrios voor Uruguay |
| №                                                | Datum                                            | Plaats                                           | Opponent                                         | Uitslag                                          | Competitie                                       | Goal                                             |
| ------------------------------------------------ | ------------------------------------------------ | ------------------------------------------------ | ------------------------------------------------ | ------------------------------------------------ | ------------------------------------------------ | ------------------------------------------------ |
| 1                                                | 18-07-80                                         | Montevideo                                       | Peru                                             | 0 – 0                                            | Oefeninterland                                   |                                                  |
| 2                                                | 20-08-80                                         | Montevideo                                       | Chili                                            | 0 – 0                                            | Oefeninterland                                   |                                                  |
| 3                                                | 27-08-80                                         | Fortaleza                                        | Brazilië                                         | 0 – 1                                            | Oefeninterland                                   |                                                  |
| 4                                                | 09-11-80                                         | Cochabamba                                       | Bolivia                                          | 3 – 0                                            | Oefeninterland                                   |                                                  |
| 5                                                | 12-11-80                                         | Lima                                             | Peru                                             | 1 – 1                                            | Oefeninterland                                   |                                                  |
| 6                                                | 08-12-80                                         | Montevideo                                       | Finland                                          | 6 – 0                                            | Oefeninterland                                   |                                                  |
| 7                                                | 10-01-81                                         | Montevideo                                       | Brazilië                                         | 2 – 1                                            | Mundialito                                       | Goal                                             |
| 8                                                | 29-04-81                                         | Santiago                                         | Chili                                            | 2 – 1                                            | Copa Juan Pinto Duran                            |                                                  |
| 9                                                | 15-07-81                                         | Montevideo                                       | Chili                                            | 0 – 0                                            | Copa Juan Pinto Duran                            |                                                  |
| 10                                               | 09-08-81                                         | Montevideo                                       | Colombia                                         | 3 – 2                                            | WK-kwalificatie                                  |                                                  |
| 11                                               | 23-08-81                                         | Montevideo                                       | Peru                                             | 1 – 2                                            | WK-kwalificatie                                  |                                                  |
| 12                                               | 06-09-81                                         | Lima                                             | Peru                                             | 0 – 0                                            | WK-kwalificatie                                  |                                                  |
| 13                                               | 13-09-81                                         | Bogota                                           | Colombia                                         | 1 – 1                                            | WK-kwalificatie                                  |                                                  |
| 14                                               | 20-02-82                                         | Calcutta                                         | Zuid-Korea                                       | 2 – 2                                            | Nehru Cup                                        |                                                  |
| 15                                               | 22-02-82                                         | Calcutta                                         | China                                            | 0 – 0                                            | Nehru Cup                                        |                                                  |
| 16                                               | 25-02-82                                         | Calcutta                                         | India                                            | 3 – 1                                            | Nehru Cup                                        |                                                  |
| 17                                               | 04-03-82                                         | Calcutta                                         | China                                            | 2 – 0                                            | Nehru Cup                                        |                                                  |
| 18                                               | 02-06-83                                         | Asuncion                                         | Paraguay                                         | 0 – 0                                            | Copa Artigas                                     |                                                  |
| 19                                               | 09-06-83                                         | Montevideo                                       | Paraguay                                         | 3 – 0                                            | Copa Artigas                                     |                                                  |
| 20                                               | 18-07-83                                         | Montevideo                                       | Peru                                             | 1 – 1                                            | Oefeninterland                                   |                                                  |
| 21                                               | 11-08-83                                         | Lima                                             | Peru                                             | 1 – 1                                            | Oefeninterland                                   |                                                  |
| 22                                               | 25-08-83                                         | Montevideo                                       | Paraguay                                         | 0 – 0                                            | Oefeninterland                                   |                                                  |
| 23                                               | 01-09-83                                         | Montevideo                                       | Chili                                            | 2 – 1                                            | Copa América                                     |                                                  |
| 24                                               | 04-09-83                                         | Montevideo                                       | Venezuela                                        | 3 – 0                                            | Copa América                                     |                                                  |
| 25                                               | 11-09-83                                         | Santiago                                         | Chili                                            | 0 – 2                                            | Copa América                                     |                                                  |
| 26                                               | 18-09-83                                         | Caracas                                          | Venezuela                                        | 2 – 1                                            | Copa América                                     |                                                  |
| 27                                               | 21-09-83                                         | Glasgow                                          | Schotland                                        | 0 – 2                                            | Oefeninterland                                   |                                                  |
| 28                                               | 26-09-83                                         | Tel Aviv                                         | Israël                                           | 2 – 2                                            | Oefeninterland                                   |                                                  |
| 29                                               | 13-10-83                                         | Lima                                             | Peru                                             | 1 – 0                                            | Copa América                                     |                                                  |
| 30                                               | 20-10-83                                         | Montevideo                                       | Peru                                             | 1 – 1                                            | Copa América                                     |                                                  |
| 31                                               | 27-10-83                                         | Montevideo                                       | Brazilië                                         | 2 – 0                                            | Copa América                                     |                                                  |
| 32                                               | 04-11-83                                         | San Salvador                                     | Brazilië                                         | 1 – 1                                            | Copa América                                     |                                                  |
| 33                                               | 18-07-84                                         | Montevideo                                       | Argentinië                                       | 1 – 0                                            | Oefeninterland                                   | Goal                                             |
| 34                                               | 02-08-84                                         | Buenos Aires                                     | Argentinië                                       | 0 – 0                                            | Oefeninterland                                   |                                                  |
| 35                                               | 19-09-84                                         | Montevideo                                       | Peru                                             | 2 – 0                                            | Oefeninterland                                   |                                                  |
| 36                                               | 03-10-84                                         | Lima                                             | Peru                                             | 3 – 1                                            | Oefeninterland                                   | Goal                                             |
| 37                                               | 31-10-84                                         | Montevideo                                       | Mexico                                           | 1 – 1                                            | Oefeninterland                                   |                                                  |
| 38                                               | 29-01-85                                         | Montevideo                                       | Duitse Democratische Republiek                   | 3 – 0                                            | Oefeninterland                                   |                                                  |
| 39                                               | 03-02-85                                         | Montevideo                                       | Paraguay                                         | 1 – 0                                            | Copa Artigas                                     |                                                  |
| 40                                               | 06-02-85                                         | Cochabamba                                       | Bolivia                                          | 1 – 0                                            | Oefeninterland                                   |                                                  |
| 41                                               | 10-02-85                                         | Asunción                                         | Paraguay                                         | 3 – 1                                            | Copa Artigas                                     |                                                  |
| 42                                               | 14-02-85                                         | Montevideo                                       | Finland                                          | 2 – 1                                            | Oefeninterland                                   |                                                  |
| 43                                               | 24-02-85                                         | Montevideo                                       | Colombia                                         | 3 – 0                                            | Oefeninterland                                   |                                                  |
| 44                                               | 27-02-85                                         | Montevideo                                       | Peru                                             | 2 – 2                                            | Oefeninterland                                   |                                                  |
| 45                                               | 10-03-85                                         | Montevideo                                       | Ecuador                                          | 2 – 1                                            | WK-kwalificatie                                  |                                                  |
| 46                                               | 24-03-85                                         | Santiago                                         | Chili                                            | 0 – 2                                            | WK-kwalificatie                                  |                                                  |
| 47                                               | 23-04-85                                         | Lima                                             | Peru                                             | 1 – 2                                            | Oefeninterland                                   |                                                  |
| 48                                               | 28-04-85                                         | Bogota                                           | Colombia                                         | 1 – 2                                            | Oefeninterland                                   |                                                  |
| 49                                               | 02-05-85                                         | Recife                                           | Brazilië                                         | 0 – 2                                            | Oefeninterland                                   |                                                  |
| 50                                               | 25-05-85                                         | Tokyo                                            | Japan                                            | 4 – 1                                            | Kirin Cup                                        |                                                  |
| 51                                               | 21-08-85                                         | Parijs                                           | Frankrijk                                        | 0 – 2                                            | Artemio Franchi Cup                              |                                                  |
| 52                                               | 21-04-86                                         | Wrexham                                          | Wales                                            | 0 – 0                                            | Oefeninterland                                   |                                                  |
| 53                                               | 23-04-86                                         | Dublin                                           | Ierland                                          | 1 – 1                                            | Oefeninterland                                   |                                                  |
| 54                                               | 04-06-86                                         | Queretaro                                        | West-Duitsland                                   | 1 – 1                                            | WK-eindronde                                     |                                                  |
| 55                                               | 13-06-86                                         | Neza                                             | Schotland                                        | 0 – 0                                            | WK-eindronde                                     |                                                  |
| 56                                               | 16-06-86                                         | Puebla                                           | Argentinië                                       | 0 – 1                                            | WK-eindronde                                     |                                                  |
| 57                                               | 30-04-92                                         | Montevideo                                       | Brazilië                                         | 1 – 0                                            | Oefeninterland                                   |                                                  |
| 58                                               | 21-06-92                                         | Montevideo                                       | Australië                                        | 2 – 0                                            | Oefeninterland                                   |                                                  |
| 59                                               | 04-07-92                                         | Montevideo                                       | Ecuador                                          | 3 – 1                                            | Oefeninterland                                   |                                                  |
| 60                                               | 02-08-92                                         | Montevideo                                       | Costa Rica                                       | 2 – 1                                            | Oefeninterland                                   |                                                  |

- Alle uitslagen bezien vanuit perspectief Uruguay.

## Erelijst
Olympiakos Piraeus
- Grieks landskampioen

1987
 Peñarol
- Uruguayaans landskampioen

1993
 Uruguay
- Mundialito

1981
- Copa América

1983